# Волейбол на летних Олимпийских играх 1996
Соревнования по волейболу на Играх XXVI Олимпиады проходили с 20 июля по 4 августа 1996 года в Атланте (США) с участием 12 мужских и 12 женских национальных сборных команд. Было разыграно 2 комплекта наград. Чемпионский титул у женщин во второй раз подряд выиграла сборная Кубы, у мужчин — впервые в своей истории сборная Нидерландов.

## Команды-участницы

### Мужчины

Финал мужского олимпийского турнира 1996. Нидерланды — Италия 3:2

США — страна-организатор;
Италия, Нидерланды, Бразилия — по итогам Кубка мира-1995;
Россия — по итогам европейской квалификации;
Южная Корея — по итогам азиатской квалификации;
Куба — по итогам североамериканской квалификации;
Аргентина, — по итогам южноамериканской квалификации;
Тунис — по итогам африканской квалификации.
Болгария, Югославия, Польша — по итогам межконтинентальной квалификации.

### Женщины
США — страна-организатор;
Куба, Китай, Бразилия — по итогам Кубка мира-1995;
Германия — по итогам европейской квалификации;
Россия — по итогам европейско-африканской квалификации;
Южная Корея — по итогам азиатской квалификации;
Канада — по итогам североамериканской квалификации;
Перу, — по итогам южноамериканской квалификации;
Япония, Нидерланды, Украина — по итогам межконтинентальной квалификации.

## Система проведения турнира
Олимпийский волейбольный турнир прошёл по одинаковой схеме как среди мужчин, так и среди женщин. 12 команд-участниц на предварительном этапе были разбиты на 2 группы. 8 команд (по четыре лучшие из каждой группы) вышли в плей-офф, где по системе с выбыванием определили итоговые места.

## Результаты

### Мужчины

#### Предварительный этап

##### Группа A
| М | Команда   | 1   | 2   | 3   | 4   | 5   | 6   | И | В | П | С/П  | О |
| - | --------- | --- | --- | --- | --- | --- | --- | - | - | - | ---- | - |
| 1 | Куба      |     | 0:3 | 3:0 | 3:0 | 3:2 | 3:0 | 5 | 4 | 1 | 12:5 | 9 |
| 2 | Бразилия  | 3:0 |     | 0:3 | 1:3 | 3:0 | 3:0 | 5 | 3 | 2 | 10:6 | 8 |
| 3 | Болгария  | 0:3 | 3:0 |     | 1:3 | 3:2 | 3:0 | 5 | 3 | 2 | 10:8 | 8 |
| 4 | Аргентина | 0:3 | 3:1 | 3:1 |     | 0:3 | 3:1 | 5 | 3 | 2 | 9:9  | 8 |
| 5 | США       | 2:3 | 0:3 | 2:3 | 3:0 |     | 3:0 | 5 | 2 | 3 | 10:9 | 7 |
| 6 | Польша    | 0:3 | 0:3 | 0:3 | 1:3 | 0:3 |     | 5 | 0 | 5 | 1:15 | 5 |

21 июля: Куба — Болгария 3:0 (15:9, 15:7, 15:7); США — Польша 3:0 (15:13, 15:6, 15:8); Аргентина — Бразилия 3:1 (9:15, 15:8, 16:14, 15:6).
23 июля: Болгария — Бразилия 3:0 (15:11, 15:13, 15:8); США — Аргентина 3:0 (15:7, 15:8, 15:11); Куба — Польша 3:0 (15:13, 15:2, 15:3).
25 июля: Аргентина — Болгария 3:1 (15:10, 15:8, 11:15, 15:10); Бразилия — Польша 3:0 (15:7, 15:11, 15:8); Куба — США 3:2 (4:15, 15:9, 14:16, 15:8, 18:16).
27 июля: Куба — Аргентина 3:0 (15:10, 15:12, 15:9); Болгария — Польша 3:0 (15:4, 15:10, 15:7); Бразилия — США 3:0 (15:11, 15:11, 15:7).
29 июля: Аргентина — Польша 3:1 (7:15, 17:15, 15:10, 15:9); Болгария — США 3:2 (15:11, 13:15, 11:15, 15:5, 15:12); Бразилия — Куба 3:0 (15:11, 15:10, 15:11).

##### Группа B
| М | Команда     | 1   | 2   | 3   | 4   | 5   | 6   | И | В | П | С/П  | О  |
| - | ----------- | --- | --- | --- | --- | --- | --- | - | - | - | ---- | -- |
| 1 | Италия      |     | 3:0 | 3:0 | 3:0 | 3:0 | 3:0 | 5 | 5 | 0 | 15:0 | 10 |
| 2 | Нидерланды  | 0:3 |     | 3:0 | 3:0 | 3:0 | 3:0 | 5 | 4 | 1 | 12:3 | 9  |
| 3 | Югославия   | 0:3 | 0:3 |     | 3:1 | 3:0 | 3:1 | 5 | 3 | 2 | 9:8  | 8  |
| 4 | Россия      | 0:3 | 0:3 | 1:3 |     | 3:0 | 3:0 | 5 | 2 | 3 | 7:9  | 7  |
| 5 | Южная Корея | 0:3 | 0:3 | 0:3 | 0:3 |     | 3:0 | 5 | 1 | 4 | 3:12 | 6  |
| 6 | Тунис       | 0:3 | 0:3 | 1:3 | 0:3 | 0:3 |     | 5 | 0 | 5 | 1:15 | 5  |

21 июля: Нидерланды — Тунис 3:0 (15:4, 15:4, 15:2); Италия — Южная Корея 3:0 (15:13, 15:12, 15:8); Югославия — Россия 3:1 (10:15, 15:13, 15:10, 15:11).
23 июля: Нидерланды — Россия 3:0 (15:9, 15:9, 15:9); Италия — Тунис 3:0 (15:9, 15:5, 15:1); Югославия — Южная Корея 3:0 (15:5, 15:6, 16:14).
25 июля: Италия — Нидерланды 3:0 (15:8, 15:8, 15:13); Югославия — Тунис 3:1 (15:4, 15:17, 15:3, 15:3); Россия — Южная Корея 3:0 (15:8, 15:4, 16:14).
27 июля: Италия — Россия 3:0 (15:11, 15:6, 15:12); Нидерланды — Югославия 3:0 (15:7, 15:6, 15:9); Южная Корея — Тунис 3:0 (15:4, 15:6, 15:6).
29 июля: Италия — Югославия 3:0 (15:12, 15:8, 15:12); Россия — Тунис 3:0 (15:9, 15:10, 15:11); Нидерланды — Южная Корея 3:0 (15:4, 15:11, 15:12).

#### Плей-офф

##### Четвертьфинал
31 июля
Россия — Куба 3:0 (15:13, 17:15, 15:11)
Нидерланды — Болгария 3:1 (16:14, 9:15, 15:3, 15:13))
Югославия — Бразилия 3:2 (15:6, 15:5, 8:15, 14:16, 15:10)
Италия — Аргентина 3:1 (12:15, 15:9, 15:7, 15:4)

##### Полуфинал за 5—8-е места
1 августа
Бразилия — Аргентина 3:1 (15:10, 15:3, 13:15, 15:9)
Куба — Болгария 3:1 (15:4, 15:12, 16:17, 15:12)

##### Полуфинал за 1—4-е места
2 августа
Нидерланды — Россия 3:0 (15:6, 15:6, 15:10)
Италия — Югославия 3:1 (15:12, 8:15, 15:6, 15:7)

##### Матч за 7-е место
2 августа
Болгария — Аргентина 3:2 (15:10, 15:10, 7:15, 7:15, 20:18)

##### Матч за 5-е место
2 августа
Бразилия — Куба 3:0 (15:12, 16:14, 16:14)

##### Матч за 3-е место
4 августа
Югославия — Россия 3:1 (15:8, 7:15, 15:8, 15:9)

##### Финал
4 августа
Нидерланды — Италия 3:2 (15:12, 9:15, 16:14, 9:15, 17:15)

#### Индивидуальные призы
| MVP            | Лучший в атаке | Лучший на блоке  | Лучший на подаче  |
| -------------- | -------------- | ---------------- | ----------------- |
| Бас ван де Гор | Бас ван де Гор | Николай Желязков | Маркос Милинкович |

### Женщины

#### Предварительный этап

##### Группа A
| М | Команда     | 1   | 2   | 3   | 4   | 5   | 6   | И | В | П | С/П  | О  |
| - | ----------- | --- | --- | --- | --- | --- | --- | - | - | - | ---- | -- |
| 1 | Китай       |     | 3:1 | 3:0 | 3:2 | 3:0 | 3:0 | 5 | 5 | 0 | 15:3 | 10 |
| 2 | США         | 1:3 |     | 3:1 | 3:1 | 3:0 | 3:0 | 5 | 4 | 1 | 13:5 | 9  |
| 3 | Нидерланды  | 0:3 | 1:3 |     | 3:1 | 3:0 | 3:0 | 5 | 3 | 2 | 10:7 | 8  |
| 4 | Южная Корея | 2:3 | 1:3 | 1:3 |     | 3:0 | 3:0 | 5 | 2 | 3 | 10:9 | 7  |
| 5 | Япония      | 0:3 | 0:3 | 0:3 | 0:3 |     | 3:0 | 5 | 1 | 4 | 3:12 | 6  |
| 6 | Украина     | 0:3 | 0:3 | 0:3 | 0:3 | 0:3 |     | 5 | 0 | 5 | 0:15 | 5  |

20 июля: Китай — Нидерланды 3:0 (15:10, 15:5, 15:7); Южная Корея — Япония 3:0 (15:10, 15:12, 15:10); США — Украина 3:0 (15:8, 15:5, 15:11).
22 июля: Китай — Южная Корея 3:2 (17:16, 16:14, 2:15, 13:15, 15:13); Япония — Украина 3:0 (15:9, 15:5, 15:4); США — Нидерланды 3:1 (12:15, 15:10, 17:15, 15:7).
24 июля: Нидерланды — Япония 3:0 (15:3, 15:10, 15:3); Китай — США 3:1 (15:8, 15:2, 12:15, 15:12); Южная Корея — Украина 3:0 (15:3, 15:10, 15:7).
26 июля: Нидерланды — Южная Корея 3:1 (15:11, 15:12, 7:15, 15:8); Китай — Украина 3:0 (15:4, 15:4, 15:6); США — Япония 3:0 (15:11, 15:7, 15:12).
28 июля: Китай — Япония 3:0 (16:14, 15:11, 15:10); США — Южная Корея 3:1 (10:15, 15:13, 15:9, 15:3); Нидерланды — Украина 3:0 (15:3, 15:5, 15:5).

##### Группа B
| М | Команда  | 1   | 2   | 3   | 4   | 5   | 6   | И | В | П | С/П  | О  |
| - | -------- | --- | --- | --- | --- | --- | --- | - | - | - | ---- | -- |
| 1 | Бразилия |     | 3:0 | 3:0 | 3:1 | 3:0 | 3:0 | 5 | 5 | 0 | 15:1 | 10 |
| 2 | Россия   | 0:3 |     | 3:1 | 3:0 | 3:0 | 3:0 | 5 | 4 | 1 | 12:4 | 9  |
| 3 | Куба     | 0:3 | 1:3 |     | 3:0 | 3:0 | 3:0 | 5 | 3 | 2 | 10:6 | 8  |
| 4 | Германия | 1:3 | 0:3 | 0:3 |     | 3:0 | 3:0 | 5 | 2 | 3 | 7:9  | 7  |
| 5 | Канада   | 0:3 | 0:3 | 0:3 | 0:3 |     | 3:2 | 5 | 1 | 4 | 3:14 | 6  |
| 6 | Перу     | 0:3 | 0:3 | 0:3 | 0:3 | 2:3 |     | 5 | 0 | 5 | 2:15 | 5  |

20 июля: Россия — Германия 3:0 (15:5, 15:10, 15:7); Куба — Канада 3:0 (15:8, 15:8, 15:5); Бразилия — Перу 3:0 (15:7, 15:1, 15:5).
22 июля: Россия — Канада 3:0 (15:1, 15:7, 15:9); Германия — Перу 3:0 (15:11, 15:6, 15:3); Бразилия — Куба 3:0 (15:11, 15:10, 15:4).
24 июля: Германия — Канада 3:0 (15:5, 15:12, 15:6); Бразилия — Россия 3:0 (15:3, 15:11, 15:13); Куба — Перу 3:0 (15:2, 15:5, 15:10).
26 июля: Россия — Перу 3:0 (15:11, 15:8, 15:1); Куба — Германия 3:0 (15:6, 15:8, 15:4); Бразилия — Канада 3:0 (15:6, 15:6, 15:11).
28 июля: Бразилия — Германия 3:1 (15:4, 13:15, 15:6, 15:8); Россия — Куба 3:1 (10:15, 15:6, 15:7, 15:8); Канада — Перу 3:2 (16:17, 15:6, 11:15, 15:9, 15:12).

#### Плей-офф

##### Четвертьфинал
30 июля
Китай — Германия 3:0 (15:12, 15:8, 15:8)
Россия — Нидерланды 3:1 (10:15, 15:7, 15:9, 15:10)
Куба — США 3:0 (15:1, 15:10, 15:12)
Бразилия — Южная Корея 3:0 (15:4, 15:2, 15:10)

##### Полуфинал за 5—8-е места
31 июля
Нидерланды — Германия 3:2 (15:12, 9:15, 13:15, 15:9, 15:10)
Южная Корея — США 3:0 (15:12, 15:5, 15:11)

##### Полуфинал за 1—4-е места
1 августа
Куба — Бразилия 3:2 (5:15, 15:8, 10:15, 15:13, 15:12)
Китай — Россия 3:1 (12:15, 15:5, 15:8, 15:12)

##### Матч за 7-е место
1 августа
США — Германия 3:1 (17:16, 15:6, 5615, 15:6)

##### Матч за 5-е место
1 августа
Нидерланды — Южная Корея 3:0 (15:9, 15:9, 15:13)

##### Матч за 3-е место
3 августа
Бразилия — Россия 3:2 (15:13, 4:15, 16:14, 8:15, 15:13)

##### Финал
3 августа
Куба — Китай 3:1 (14:16, 15:12, 17:16, 15:6)

#### Индивидуальные призы
| MVP              | Лучшая в атаке | Лучшая на блоке   | Лучшая связующая |
| ---------------- | -------------- | ----------------- | ---------------- |
| Тара Кросс-Баттл | Цуй Юнмэй      | Магалис Карвахаль | Ритте Фледдерус  |

## Итоги

### Положение команд

#### Мужчины
| 1. Нидерланды | 7. Болгария       |
| 2. Италия     | 8. Аргентина      |
| 3. Югославия  | 9-10. США         |
| 4. Россия     | 9-10. Южная Корея |
| 5. Бразилия   | 11-12. Польша     |
| 6. Куба       | 11-12. Тунис      |

#### Женщины
| 1. Куба        | 7. США         |
| 2. Китай       | 8. Германия    |
| 3. Бразилия    | 9-10. Япония   |
| 4. Россия      | 9-10. Канада   |
| 5. Нидерланды  | 11-12. Перу    |
| 6. Южная Корея | 11-12. Украина |

### Призёры

#### Мужчины
Нидерланды: Миша Латухихин, Хенк-Ян Хелд, Брехт Роденбург, Гёйдо Гёртзен, Рихард Схёйл, Рон Зверфер, Бас ван де Гор, Ян Постума, Олоф ван дер Мёлен, Петер Бланже, Роб Граберт, Майк ван де Гор. Главный тренер — Йоп Алберда.
  Италия: Андреа Гардини, Марко Меони, Паскуале Гравина, Паоло Тофоли, Самуэле Папи, Андреа Сарторетти, Марко Браччи, Лоренцо Бернарди, Лука Кантагалли, Андреа Дзордзи, Андреа Джани, Вигор Боволента. Главный тренер — Хулио Веласко.
  Югославия: Джордже Джурич, Жарко Петрович, Владимир Батез, Желько Танаскович, Деян Брджович, Дьюла Мештер, Слободан Ковач, Никола Грбич, Владимир Грбич, Райко Йоканович, Андрия Герич, Горан Вуевич. Главный тренер — Зоран Гаич.

#### Женщины
Куба: Юмилка Руис Луасес, Марленис Коста Бланко, Мирея Луис Эрнандес, Лилия Искьердо Агирре, Идальмис Гато Мойя, Раиса О’Фаррилл Боланьос, Регла Белл Маккензи, Регла Торрес Эррера, Таисмари Агуэро Лейва, Ана Ибис Фернандес Валье, Магалис Карвахаль Ривера, Мирка Франсия Васконселос. Главный тренер — Эухенио Хорхе Лафита.
  Китай: Лай Явэнь, Ли Янь, Цуй Юнмэй, Чжу Юньин, Ву Юнмэй, Ван И, Хэ Ци, Пань Вэньли, Лю Сяонин, Ван Цзылин, Сунь Юэ, Ван Лина. Главный тренер — Лан Пин.
  Бразилия: Ана Беатрис Мозер, Ида (Ана Маргарида Алварес), Ана Паула Коннелли Родригес , Лейла Баррос, Илма Калдейра, Вирна Дантас Диас, Марсия Фу (Марсия Режина Кунья), Эриклея Филу Бодзяк, Ана Флавия Санглард, Фернанда Вентурини, Фофан (Элия Рожерио ди Соуза), Сандра Суруаги. Главный тренер — Бернардиньо (Бернардо Резенде).

## Сборные России

### Мужчины
Олег Шатунов, Вадим Хамутцких, Сергей Орленко, Руслан Олихвер, Алексей Казаков, Дмитрий Фомин, Сергей Тетюхин, Павел Шишкин, Константин Ушаков, Станислав Динейкин, Игорь Шулепов, Валерий Горюшев. Главный тренер — Вячеслав Платонов.

### Женщины
Валентина Огиенко, Наталья Морозова, Марина Панкова, Елена Батухтина, Ирина Ильченко, Елена Година, Татьяна Меньшова, Евгения Артамонова, Елизавета Тищенко, Юлия Тимонова, Татьяна Грачёва, Любовь Соколова. Главный тренер — Николай Карполь.